# Prieuré Sainte-Marguerite de Marcilly
 (février 2025).
Si vous disposez d'ouvrages ou d'articles de référence ou si vous connaissez des sites web de qualité traitant du thème abordé ici, merci de compléter l'article en donnant les références utiles à sa vérifiabilité et en les liant à la section « Notes et références ».

## Historique
Mentionné en 1093 à Lilec aujourd'hui appelé Liglet, le prieuré de Marcilly dépendait de l'abbaye de Saint-Savin-sur-Gartempe. La chapelle est dédiée à la Vierge Marie jusqu'au début du XVIIe siècle. À partir de cette époque, le prieuré porte le vocable de Sainte-Marguerite et comprend la chapelle, une maison priorale et des dépendances. À la Révolution, le prieuré est vendu et la chapelle est transformé en bâtiment agricole. En 2001, la commune rachète la chapelle et entreprend des restaurations. La chapelle a reçu un décor peint dans la nef et le chœur aux XIe-XIIe siècle, puis au XIVe siècle. La chapelle abritait une statue de sainte Marguerite qui faisait l'objet de « voyages ». On la priait afin que les enfants se mettent à marcher.